# Jaime Mata
Pour les articles homonymes, voir Mata.
Jaime Mata Arnaiz, né le 24 octobre 1988 à Madrid (Espagne), est un footballeur international espagnol évoluant au poste d'avant-centre à l'UD Las Palmas.

## Biographie
Lors de la saison 2017-2018, il inscrit 33 buts en deuxième division espagnole avec le Real Valladolid, ce qui fait de lui le meilleur buteur du championnat.
Le 2 juillet 2018, il s'engage pour trois ans avec Getafe, alors qu'il était en fin de contrat avec le Real Valladolid. Il dispute son premier match de Liga le 19 août 2018 contre le Real Madrid. Mata inscrit son premier but dans le championnat en octobre 2018 et permet à Getafe d'arracher un nul 1-1 contre le Celta de Vigo. Malgré une première partie de saison relativement timide avec trois buts, Mata entame bien l'année 2019 en marquant autant de buts au mois de janvier. Il prend ainsi une place de titulaire aux côtés de Jorge Molina et gagne en confiance devant le but. Mata continue sur sa lancée en février en marquant quatre buts et délivrant deux passes et obtient ainsi le titre du meilleur joueur du mois.
Le 15 mars 2019, Mata est convoqué en équipe d'Espagne par Luis Enrique,. Il honore sa première sélection le 23 mars 2019 en remplaçant Álvaro Morata contre la Norvège lors d'une victoire 2-1 comptant pour les éliminatoires de l'Euro 2020.
Mata découvre la compétition européenne le 19 septembre 2019 lors d'une victoire 1-0 contre le Trabzonspor en phase de groupe de la Ligue Europa.

## Statistiques
| Saison                | Club                  | Championnat           | Championnat | Championnat | Coupe(s) nationale(s) | Coupe(s) nationale(s) | Supercoupe | Supercoupe | Compétition(s) continentale(s) | Compétition(s) continentale(s) | Compétition(s) continentale(s) | Barrages | Barrages | Espagne | Espagne | Total | Total |
| Saison                | Club                  | Division              | M.          | B.          | M.                    | B.                    | M.         | B.         | Comp.                          | M.                             | B.                             | M.       | B.       | M.      | B.      | M.    | B.    |
| 2011-2012             | Rayo Vallecano B      | Segunda Division B    | 37          | 9           | -                     | -                     | -          | -          | -                              | -                              | -                              | -        | -        | -       | -       | 37    | 9     |
| Sous-total            | Sous-total            | Sous-total            | 37          | 9           | -                     | -                     | -          | -          | -                              | -                              | -                              | -        | -        | -       | -       | 37    | 9     |
| 2012-2013             | Lleida Esportiu       | Segunda Division B    | 34          | 14          | -                     | -                     | -          | -          | -                              | -                              | -                              | 4        | 3        | -       | -       | 38    | 17    |
| 2013-2014             | Lleida Esportiu       | Segunda Division B    | 36          | 15          | 4                     | 2                     | -          | -          | -                              | -                              | -                              | 4        | 0        | -       | -       | 44    | 17    |
| Sous-total            | Sous-total            | Sous-total            | 70          | 29          | 4                     | 2                     | -          | -          | -                              | -                              | -                              | 8        | 3        | -       | -       | 82    | 34    |
| 2014-2015             | Girona FC             | LaLiga 2              | 38          | 10          | 1                     | 0                     | -          | -          | -                              | -                              | -                              | 2        | 2        | -       | -       | 41    | 12    |
| 2015-2016             | Girona FC             | LaLiga 2              | 38          | 9           | -                     | -                     | -          | -          | -                              | -                              | -                              | 3        | 0        | -       | -       | 41    | 9     |
| Sous-total            | Sous-total            | Sous-total            | 76          | 19          | 1                     | 0                     | -          | -          | -                              | -                              | -                              | 5        | 2        | -       | -       | 82    | 21    |
| 2016-2017             | Real Valladolid       | LaLiga 2              | 28          | 5           | 3                     | 1                     | -          | -          | -                              | -                              | -                              | -        | -        | -       | -       | 31    | 6     |
| 2017-2018             | Real Valladolid       | LaLiga 2              | 39          | 33          | 2                     | 0                     | -          | -          | -                              | -                              | -                              | 4        | 2        | -       | -       | 45    | 35    |
| Sous-total            | Sous-total            | Sous-total            | 67          | 38          | 5                     | 1                     | -          | -          | -                              | -                              | -                              | 4        | 2        | -       | -       | 76    | 41    |
| 2018-2019             | Getafe FC             | LaLiga                | 34          | 14          | 4                     | 2                     | -          | -          | -                              | -                              | -                              | -        | -        | 1       | 0       | 39    | 16    |
| 2019-2020             | Getafe FC             | LaLiga                | 34          | 9           | 0                     | 0                     | -          | -          | C3                             | 7                              | 3                              | -        | -        | -       | -       | 41    | 12    |
| 2020-2021             | Getafe FC             | LaLiga                | 5           | 2           | -                     | -                     | -          | -          | -                              | -                              | -                              | -        | 5        | 2       |         |       |       |
| Sous-total            | Sous-total            | Sous-total            | 73          | 27          | 4                     | 2                     | -          | -          | -                              | 7                              | 3                              | -        | -        | 1       | 0       | 85    | 32    |
| Total sur la carrière | Total sur la carrière | Total sur la carrière | 323         | 122         | 14                    | 5                     | -          | -          | -                              | 7                              | 3                              | 17       | 7        | 1       | 0       | 362   | 137   |

## Palmarès

### Distinction personnelles
- Meilleur joueur LaLiga 2 en septembre 2017
- Meilleur buteur de LaLiga 2 en 2018 (33 buts)
- Meilleur joueur du mois de LaLiga en février 2019